# Ayun Pa
Ayun Pa ou Cheo Reo est une ville de la province de Gia Lai, dans les montagnes centrales du Viêt Nam.

## Géographie
La ville a une superficie de 287 km2.